# Uvarovitettix transsylvanicus
Uvarovitettix transsylvanicus är en insektsart som först beskrevs av Władysław Bazyluk och Kis 1960.  Uvarovitettix transsylvanicus ingår i släktet Uvarovitettix och familjen torngräshoppor. IUCN kategoriserar arten globalt som sårbar. Inga underarter finns listade i Catalogue of Life.